# Sarcophaga krathonmai
Sarcophaga krathonmai är en tvåvingeart som beskrevs av Thomas Pape och Baenziger 2000. Sarcophaga krathonmai ingår i släktet Sarcophaga och familjen köttflugor.
Artens utbredningsområde är Thailand. Inga underarter finns listade i Catalogue of Life.